# 劉訓兜
劉 訓兜（りゅう くんとう）は、西晋時代の匈奴鉄弗部の族長。右賢王去卑の子で、夏の初代皇帝赫連勃勃の高祖父。別名は誥升爰（誥什爰とも）。
272年、去卑の孫の北部帥劉猛が死ぬと、子の劉副侖は拓跋部に奔走した。訓兜はその南の部落を統率して、子の劉虎の代に「鉄弗」と名付けられる部衆を作り上げた。309年に死去すると、子の劉虎が部衆の後を継いだ。
419年、玄孫の劉勃勃（赫連勃勃）が訓兜を元皇帝と追尊した。